# Ребентиш, Юлиана
Джулиана Ребентиш (род. 1970, Бонн) — немецкий философ
. С 2011 года является профессором философии и эстетики в Высшей школе дизайна в Оффенбахе.

## Биография
Джулиана Ребентиш изучала философию и германистику в Свободном университете Берлина. В 2002 году она защитила диссертацию на тему «Эстетика инсталляции. Интермедиальность, специфика места» в университете Потсдама. В 2010 году в университете им. Иоганна Вольфганга Гёте во Франкфурте-на-Майне Дж. Ребентиш защитила докторскую диссертацию на тему «Свобода, равенство, неопределенность. Этически — политическое право эстетического».
С 2002 по 2003 год Ребентиш была научным сотрудником Европейского университета Виадрина во Франкфурте—на—Одере. С 2003 по 2009 год принимала участие в философском проекте в области специальных исследований DFG «Ästhetische Erfahrung im Zeichen der Entgrenzung der Künste» (Свободный университет Берлина/ Университет Потсдама). В 2008 году Ребентиш была лектором в Новой школе (Нью-Йорк). С 2009 по 2011 год она была научным сотрудником в проекте «Нормативность и свобода» в рамках кластера передового опыта (Exzellenzinitiative) «Формирование нормативных порядков» в университете им. Гёте во Франкфурте-на-Майне. С зимнего семестра 2011 года она является профессором философии и эстетики в Высшей школе дизайна Оффенбах-на-Майне, где с 2014 года она также работает в качестве вице-президента.
Дж. Ребентиш с 2014 года является членом коллегии Франкфуртского института социальных исследований и с 2011 года является редактором журнала «WestEnd. Новый журнал социальных исследований».
Джулиана Ребентиш является членом консультативного совета журналов «Texte zur Kunst» и «Zeitschrift für philosophische Literatur». Кроме того, Дж. Ребентиш входит в состав консультативного совета по циклам лекций, организованных Институтом социальных исследований, которые проводятся раз в два года на междисциплинарный фестивале «Frankfurter Positions». Джулиана Ребентиш также является соучредителем интеллектуальной площадки «Theoriekantine».
С 2015 по 2018 год являлась исполняющим обязанности президента Немецкого эстетического общества. С 2018 года — вице-президент Немецкого эстетического общества.

## Научные взгляды
В сферу научных интересов Джулианы Ребентиш входят эстетика (теории эстетического опыта, эстетика модерна и современного искусства, разграничение искусства и искусств, эстетизация жизни, культурная индустрия), этика (проблемы любви, иронии, самоопределения и слабости воли), а также политическая философия (проблемы свободы и демократии, массы, средний класс, формы политической репрезентации). С 2015 года Ребентиш возглавляет научно-исследовательский проект «Парадоксы равенства. Демократия и ее культурная Индустрия» (совместно с Феликсом Траутманном) в рамках проекта «Verhandlungsformen normativer Paradoxien» при поддержке Франкфуртского Института социальных исследований и фонда Volkswagenstiftung.

## Награды
- 2017: Lessing-Preis der Freien und Hansestadt Hamburg

## Сочинения
- Ästhetik der Installation, Frankfurt am Main: Suhrkamp 2003, 6. Auflage 2014
- Englische Übersetzung: Berlin: Sternberg Press 2012, 2. Auflage 2014
- Die Kunst der Freiheit. Zur Dialektik demokratischer Existenz, Berlin: Suhrkamp 2012, 2. Auflage 2014
- Englische Übersetzung: Cambridge, UK: Polity Press 2016
- Theorien der Gegenwartskunst zur Einführung, Hamburg: Junius 2013, 3. Auflage 2015

	(mit Heiner Blum): Zweite Welt, Frankfurt am Main: Henrich Editionen 2016
- Albrecht Wellmer, Sprachphilosophie. Eine Vorlesung, hg. Thomas Hoffmann, Juliane Rebentisch, Ruth Sonderegger, Frankfurt am Main: Suhrkamp 2004
- Golden Years. Materialien und Positionen zur queeren Subkultur und Avantgarde zwischen 1959 und 1974, hg. Diedrich Diederichsen, Christine Frisinghelli, Christoph Gurk, Matthias Haase, Juliane Rebentisch, Martin Saar, Ruth Sonderegger, Graz: Camera Austria 2006
- Kunst — Fortschritt — Geschichte, hg. Christoph Menke, Juliane Rebentisch, Berlin: Kadmos 2006
- Axel Honneth, Gerechtigkeit und Gesellschaft. Potsdamer Seminar, hg. Christoph Menke, Juliane Rebentisch, Berlin: BWV 2008
- Schwerpunkt: «Willensschwäche — Epistemologie und Politik irrationalen Handelns», hg. Juliane Rebentisch, Dirk Setton, in: Deutsche Zeitschrift für Philosophie 57/1 (2009), 13-117
- Judith Butler, Krieg und Affekt, hg. und übers. von Judith Mohrmann, Juliane Rebentisch, Eva von Redecker, Berlin: diaphanes 2009
- Kreation und Depression. Freiheit im gegenwärtigen Kapitalismus, hg. Christoph Menke, Juliane Rebentisch, Berlin: Kadmos 2010, Sonderedition 2012
- Willkür. Freiheit und Gesetz II, hg. Juliane Rebentisch, Dirk Setton, Berlin: August 2011
- Juzgar el arte contemporáneo. Simposio internacional/Judging Contemporary Art. International Symposium, hg. Juliane Rebentisch, Pamplona: Cátedra Jorge Oteiza/Fundació Mapfre 2012